# Oxyopes niveosigillatus
Oxyopes niveosigillatus är en spindelart som beskrevs av Cândido Firmino de Mello-Leitão 1945. 
Oxyopes niveosigillatus ingår i släktet Oxyopes och familjen lospindlar. Inga underarter finns listade i Catalogue of Life.